# Finngálkn

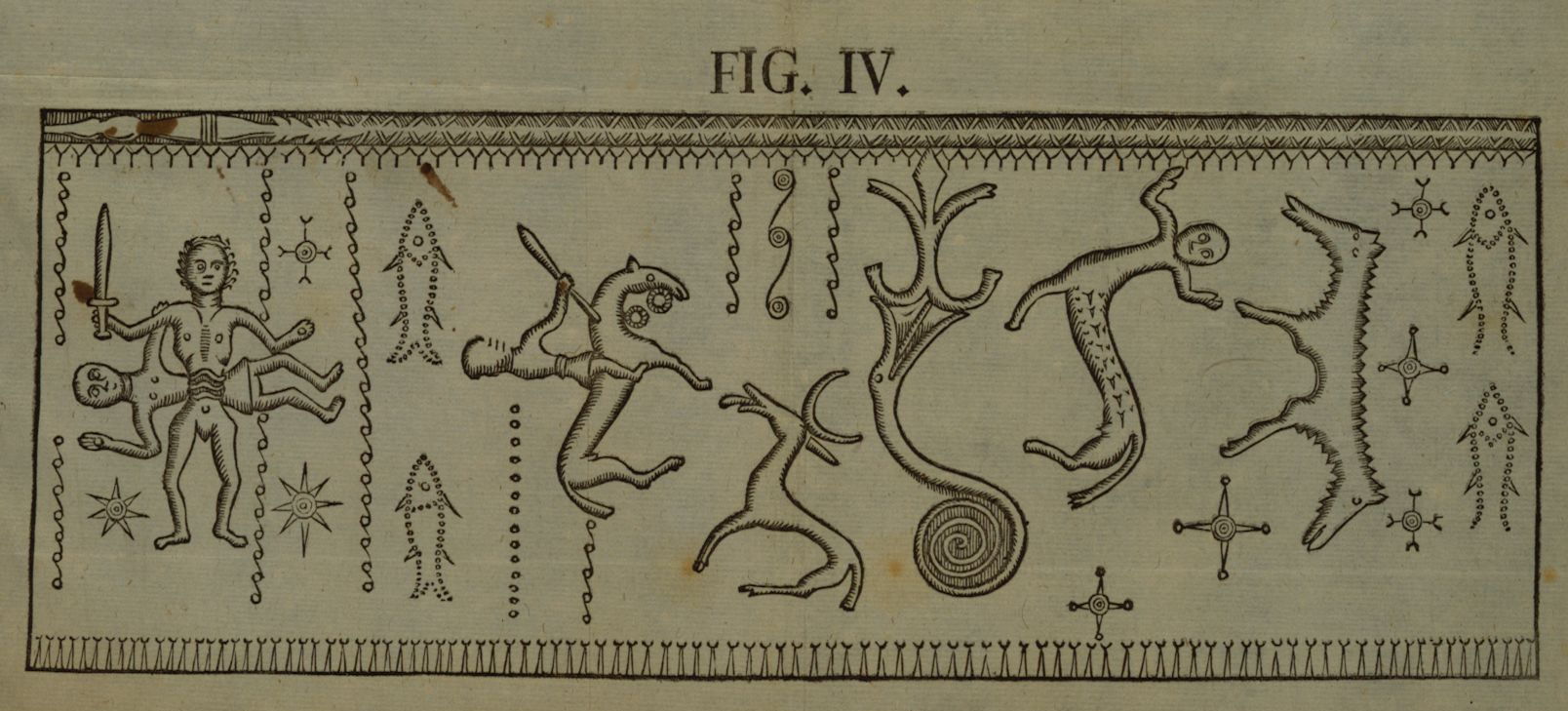
Människa med djurkropp på ett av Gallehushornen.

Finngálkn är ett fabeldjur som omtalas i flera fornaldarsagor. Det rör sig om en chimär; oftast en blandning mellan människa och djur. I den isländska översättningen av bestiariet Physiologus, gjord på 1100-talet men endast bevarad i två 1200-talsfragment, sägs finngálkn vara en kentaur:
| Onocentaurus heter ett djur, som vi kallar finngalkan. Det är människa framtill och djur baktill. | Honocentavrvs heyter dyr, þat es ver kollom finngalkan; þat es maþr fram en dyr aftr. |  |

Isidorus Hispalensis nämner två slags kentaurer, nämligen onocentaurus (”åsnekentaur”) och hippocentaurus (”hästkentaur”). En hona, lystrande till namnet Vargeisa, som tycks ha tillhört ”hästkentaurerna”, omtalas i Hjálmþés saga ok Ölvis. ”Hon hade hästsvans, hovar och lång man; ögonen var ljusa, munnen bred och händerna stora.” Åsnekentaurer saknas i fornaldarsagorna, men annars är urvalet av artblandningar brett. Ett specialfall, som fått eget namn, är älgfroden (elgfróði), omtalad i bland annat Hrólfs saga kraka. Här rör det sig om en blandning av människa och älg.
Finngálkn tycks ibland ha uppfattats som ett trolldomsväsen liknande en hamhleypa. Om Ögmundr Eyþjófsbanis mor Grímhildr sägs i Örvar-Odds saga att hon vid en viss tidpunkt hade förvandlats till finngálkn. Hennes huvud var som en människas, men bakkroppen ett djurs. Hon hade mycket stora klor och en väldig svans. Ett snarlikt monstrum i Orms þáttr Stórólfssonar är trollet  Bruses mor som tagit skepnad av en svart katt, stor som en välgödd blotoxe.
Liknande blandväsen skymtar också i islänningasagorna, men utan närmare beskrivning. I Njáls saga berättas om Þorkell hákr som under en härfärd slog ihjäl ett finngálkn:
| Torkel hak hade varit utomlands och vunnit stort rykte. Han hade dräpt en illgärningsman i Jämteskogen. Därefter drog han öster ut till Svitjod och slog sig i lag med Sörkve karl, och härjade med honom i österled. Utanför Balagårdssida skulle Torkel en kväll hämta vatten åt dem. Då mötte han ett vidunder, som han länge kämpade med och till sist dräpte. Därifrån drog han öster ut till Adalsyssla. Där fällde han en drake. Sedan drog han tillbaka till Svitjod och därifrån till Norge och sedan ut till Island, och lät avbilda sina bragder ovanför sin lucksäng och på en stol framför sitt högsäte. Översättning: Hjalmar Alving, 1935. | Þorkell hákr hafði farit utan og framit sik í ǫðrum lǫndum. Hann hafði drepit spellvirkja austr á Jamtaskógi. Síðan fór hann austr í Svíþjóð ok fór til lags með Sørkvi karli, ok herjuðu þaðan í austrveg. En fyrir austan Bálagarðssíðu átti Þorkell at sœkja þeim vatn eitt kveld. Þá mœtti hann finngálkni og varðisk því lengi, en svá lauk með þeim, at hann drap finngálknit. Þaðan fór hann austr í Aðalsýslu. Þar vá hann at flugdreka. Síðan fór hann aftur til Svíþjóðar og þaðan til Noregs og síðan út til Íslands. Og lét hann gera þrekvirki þessi yfir lokhvílu sinni og á stóli fyrir hásæti sínu. Njáls saga, kapitel 119. |  |

Såväl finngálkn som flugdreki (”flygdrake”) var tydligen enligt författaren så självklara begrepp att de inte behövde förklaras. Också landnamsmannen Ketill kjǫlfari, som levde på 800-talet, sägs ha dräpt ett finngalkn. Detta berättas i Landnámabók, men mer om händelsen får vi inte veta.
När folklivsforskaren Jón Árnason samlade sägner på Island vid 1800-talets mitt tycks man med finngálkn ha menat en korsning av katt och räv. Dessa blodtörstiga hybrider kunde gå hårt åt en fårflock. De var dessutom skygga, snabba och ytterst svårjagade. Men de älskade sötsaker. Om man gned honung på en flat sten kunde man locka till sig djuret. En jägare i försåt kunde då skjuta det när det slickade stenen – men endast om han hade en silverkula i loppet. Annars träffade inte skottet.

## Ordets betydelse
Etymologin för ordet finngálkn är okänd. Ordet associerar till ”onaturlig blandning”. Olav hvitaskald använder i Tredje grammatiska avhandlingen termen finngálknað om bruket av oförenliga metaforer i en dikt. Förledet finn- tyder på att ordet kan ha med ”finnetrolldom” att göra, enligt Eyvind Fjeld Halvorsen. Sophus Bugge trodde att efterledet -gálkn kunde härledas från *gandlikan. Samma efterled finns för övrigt i ordet hreingálkn som i Hymiskviða 24 används om jättar. Finnur Jónsson översatte detta ord ”stenmonster” (stenuhyre), vilket kunde vara en omskrivning för ”jätte”. (Han emenderade alltså hrein-, ”ren”, till hraun, ”sten”.) Den moderna betydelsen av finngálkn är ”monster” (inom folktron).

## Skytten
Under medeltiden var Finngálkn ett norrönt namn på stjärnbilden Sagittarius. Orsaken är att medeltida kalendarier ofta var illuminerade med bilder av varje månads djurkretstecken. Sagittarius avbildades ofta som en bågskjutande kentaur, varför denna stjärnbild – förutom de mer korrekta benämningarna Bogmaðr eller Skyti – också kom att kallas Finngálkn.